# ダイアン・ソーン
ダイアン・ソーン（Dyanne Thorne, 1936年10月14日 - 2020年1月28日）はアメリカ合衆国の女優およびモデル。

## 来歴
アメリカ合衆国コネチカット州グリニッジ出身。テレビの番組でコメディエンヌとして活動していたが、1974年に『イルザ ナチ女収容所 悪魔の生体実験』（原題：Ilsa She-Wolf of the SS、以下『イルザ』）にて、豊満な胸と凛とした美貌で収容所の女所長役を主演した。『イルザ』は低予算のエクスプロイテーション映画であったが、世界17ヶ国で公開されこの種の映画としては大ヒットとなった。この人気を受けて後に俗に「女囚もの」とよばれる類似作品が制作された。『イルザ』は女囚ものの代表作として、公開後30年を過ぎてもコンテンツとしての魅力を失っていない作品であり、主演女優としての彼女もカルトな人気を獲得している。
彼女は本名で『イルザ』に出演し、続編ともいうべき『イルザ アラブ女収容所 悪魔のハーレム』、『イルザ シベリア女収容所 悪魔のリンチ集団』にもイルザ役で主演したためか、イルザとしてのイメージが確立する。本人によればその後もイルザのような役のオファーがあったのだが、オーディションではなぜか最後にイメージが違うとして落とされたと言う。近年の作品では、『Real Men』 (1987)において性転換した男性役を演じている。
1975年に『イルザ』で兵士役として出演していたハワード・マウアーと結婚。後年は2人でラスベガスにて無宗教者のための結婚式場を運営していた。
2020年1月28日、膵臓癌のため、ラスベガス市内の病院にて死去。83歳没。

## 出演作品
- Sin in the Suburbs (1964)
- Point of Terror (1971)
- The Erotic Adventures of Pinocchio (1971)
- Blood Sabbath (1972)
- 『イルザ ナチ女収容所 悪魔の生体実験』Ilsa She-Wolf of the SS (1974、日本公開1975)
- 『イルザ アラブ女収容所 悪魔のハーレム』Ilsa, Harem Keeper of the Oil Sheiks (1976)
- 『女体拷問人グレタ』Ilsa, the Wicked Warden (1977)
- 『イルザ シベリア女収容所 悪魔のリンチ集団』Ilsa, the Tigress of Siberia (1977)
- Real Men (1987)

## 参考資料
- 『イルザ ナチ女収容所 悪魔の生体実験』株式会社MAXAM 販売のDVD版に収録のオーディオ・コメンタリーより